# Война на Третата коалиция
Войната на Третата коалиция (известна също и като Руско-австрийско-френска война от 1805 г.) е война между Франция, Бавария, Испания и Италия от една страна, и Третата антифренска коалиция, в която влизат Австрия, Русия, Великобритания, Швеция, Неаполитанското кралство и Португалия, от друга.
През 1805 г. между Русия и Великобритания е подписан Петербургският мирен договор, поставил основата на съюза. На същата година Австрия, Русия, Великобритания, Швеция, Неаполитанско кралство и Португалия сформират Третата коалиция против Франция и нейния съюзник – Испания. Докато флотът на коалицията успешно се сражава по море, сухопътните армии действат безуспешно и са разбити, поради което тя се разпада много бързо – още през декември.
Още от подписването на Амиенския мирен договор от Чарлз Корнуолис и Жозеф Бонапарт, Наполеон планира нахлуване в Англия. През 1805 г. 180-хилядна армия, която по-късно ще се нарече „Великата армия“, се готви в Булон за нашествие във Великобритания. Тази сухопътна армия е напълно достатъчна, но на Наполеон не достига военен флот за прикритие на десанта – ето защо британските кораби трябва да бъдат изтеглени по-далеч от Ламанша.

## Военните действия по море
Опитът да бъде отвлечено вниманието на британците, чрез заплаха за господството им в Западните Индии, претърпява неуспех: френско-испанския флот, под командването на френския адмирал Пиер-Шарл Вилньов, е разбит от английска ескадра край нос Финистер, по обратния път към Европа, и се оттегля в Испания, в пристанището на Кадис, където е блокиран.
Адмирал Вилньов, въпреки лошото състояние на флота, до което самия той го довежда, и узнавайки, че ще бъде заменен от адмирал Франсоа дьо Росили, в края на октомври излиза в открито море, съгласно указанията на Наполеон. Край нос Трафалгар френско-испанския флот приема сражението с английската ескадра на адмирал Хорацио Нелсън и е напълно разбит в битката при Трафалгар, въпреки това, че Нелсън е смъртно ранен в битката. Френският флот така и не успява да се възстанови след това поражение, отстъпвайки на англичаните господството по море.

## Военните действия по суша
За да се подсигури окончателно срещу френско нападение, Англия бързо организира поредната антифренска коалиция, която, за разлика от първата и втората, вече не е антирепубликанска, а антинаполеоновска.
Влизайки в коалицията, Австрия използва това, че голяма част от армията на Наполеон е концентрирана в Северна Франция и планира военни действия в Северна Италия и Бавария. В помощ на австрийците Русия придвижва две армии, под командването на генералите Михаил Кутузов и Фьодор Буксхевден.
Получил сведения за действията на силите на коалицията, Наполеон е принуден да отложи десанта на Британските острови за неопределен срок и да придвижи войските си в Германия. Именно тогава Наполеон казва: Ако до 15 дни не съм в Лондон, то ще съм във Виена до средата на ноември.
В същото време 72-хилядна австрийска армия, под командването на барон Карл Мак, нахлува в Бавария, без да дочака руските войски, които още се придвижват към театъра на военните действия.
Наполеон напуска Булонския лагер и, извършвайки бърз марш на юг, в изключително кратък срок достига Бавария. Австрийската армия капитулира в битката при Улм. Да избегне плена се удава само на корпуса на генерал Йелачич, обаче впоследствие и той е настигнат от френския маршал Пиер Ожеро и капитулира.
Останал сам, Кутузов е принуден да отстъпи с ариергардни боеве (при Мерзбах и Шьонграберн), за да съедини с приближаващата се армия на Буксхевден.
Наполеон превзема Виена без сериозно съпротива. От цялата австрийска армия, във войната продължават да се сражават само съединенията на ерцхерцог Карл и ерцхерцог Йохан, както и малобройни части, успешно присъединили се към армията на Кутузов.
Руският император Александър I и австрийският император Франц II пристигат при армията. По настояване на Александър I, Кутузов прекратява отстъплението си и, без да дочака пристигането на войските на Буксхевден, влиза в битка с французите при Аустерлиц, в която претърпява тежко поражение и отстъпва в безпорядък.

### Статистика
| Страни             | Население през 1805 г. | Войски  | Убити, ранени и безследно изчезнали | Пленени |
| ------------------ | ---------------------- | ------- | ----------------------------------- | ------- |
| Руска империя      | 39 040 300             | 280 000 | 25 000                              | 70 000  |
| Австрийска империя | 20 800 000             | 340 000 | 20 000                              | 25 000  |
| Общо               | 59 840 300             | 620 000 | 45 000                              | 95 000  |
| Франция            | 28 920 000             | 350 000 | 37 000                              | 5000    |
| Общо               | 88 760 300             | 970 000 | 82 000                              | 100 000 |

## Последствия
Скоро след поражението при Аустерлиц, Австрия сключва с Франция Пресбургския мирен договор, по който отстъпва редица територии и става съюзник на Франция. Русия, въпреки тежките загуби, продължава военните действия против Наполеон в състава на Четвъртата коалиция, отново организирана с активното участие на Англия. Континенталната част на Неаполитанското кралство, включително столицата Неапол, е завоювана от Наполеон. На тази територия е образувана сателитна на Франция държава, със старото си име. Островната част на кралството, тоест Сицилия, запазва независимостта си, но не взима активно участие във военни действия.